# Поручник Драгуљче
Поручник Драгуљче (енгл. The Mumbly Cartoon Show; 1976-1977) је био амерички цртани филм у продукцији Хана и Барбера. Први пут је приказан 1976. године у Америци и режирао га је Чарлс Николс, а у периоду од 1976. до 1977. године снимљено је укупно 16 епизода.

## Главни лик
Свака епизода прати авантуре главног јунака, пса поручника Драгуљчета, и његову борбу против криминалаца. Драгуљче има карактеристичан хихотави смех и вози оронули аутомобил који се распадне сваки пут када залупи врата. Међу осталим ликовима је и његов шеф Шмрка као и бројна галерија најразличитијих Драгуљчетових противника.
У Југославији серија је емитована на телевизији Београд осамдесетих и деведесетих година.

## Списак епизода
- "Fleetfeet Versus Flat Foot"
- "The Great Car Heist"
- "The Magical Madcap Caper"
- "The Big Breakout Bust"
- "The Return of Bing Bong"
- "The Super-Dooper Super Cop"
- "The Big Ox Bust"
- "The Great Graffiti Gambit"
- "Taking Stock"
- "The Littermugg"
- "The Perils of the Purple Baron"
- "The Fatbeard the Pirate Fracas"
- "The Big Snow Foot Snow Job"
- "Sherlock's Badder Brudder"
- "The UFO's a No-No"
- "Hyde and Seek"